# Mucronalia exquisita
Mucronalia exquisita is een slakkensoort uit de familie van de Eulimidae. De wetenschappelijke naam van de soort is voor het eerst geldig gepubliceerd in 1915 door G.B. Sowerby III.